# Верна Петро Петрович
Верна Петро Петрович — (*6 січня 1876 — †3 квітня 1966) — український різьбар на дереві, заслужений майстер народної творчості УРСР (з 1964). Тесть скульптора Івана Андрійчука.
Автор понад 30 скульптурних портретів Шевченка та композицій на сюжети його творів. Серед них: портрет-барельєф Шевченка (1912), кілька погрудних портретів поета (1921–1949), декоративні тарілки «Мені тринадцятий минало» та «А я до школи — носити воду школярам» (1939), скульптурні композиції «Перебендя» (1947), «Сон» (1949), «Мені тринадяцятий минало…» (1947 і 1954).

## Біографія
Народився на Гірських хуторах 6 січня 1876 року. Дитячі роки його пройшли в нестатках і злиднях. Ледве хлопчикові минуло 5 років, як помер батько, надірвавши своє здоров'я в наймах. Незабаром нове лихо спіткало родину — згоріла хата і довелося переселятися в землянку.
Освіту здобував самотужки — читати і писати навчився у двоюрідного брата. Десятирічним почав пасти сусідські вівці. Рано опанував професії пічника і кравця. Працюючи в одної пані, побачив тарілку з портретом Т. Г. Шевченка. 1912 р. вирізав барельєф поета з кореневища берези. Цей твір не зберігся. Того ж року з—під його різця вийшли твори «Кобзар», портрет М. Гоголя, багатоскульптурна фігура «Зустріч Тараса Бульби з синами». За останню роботу було нагороджено похвальною грамотою на Всеросійській промисловій виставці у Києві 1913 р. 1921 р. на замовлення виконкому Броварської селищної ради створив бюст Т. Г. Шевченка натуральної величини, який було встановлено у сквері містечка. 1925 р. вирізав невелику скульптуру «Запорожець запалює люльку». У 20-х роках — статуетку на тему, запозичену з поеми Т. Шевченка «Катерина».
У наступні роки продовжує працювати над багатофігурними скульптурами, декоративними тарілками, портретами. Про талановитого різьбяра—самоука писали газети «Беднота», «Пролетарська правда», «Социалистическое земледелиє» та ін. Кореспондент газети «Социалистическое земледелиє» звернувся до політвідділу Бориспільської МТС допомогти майстру здобути основи художньої освіти. 1934 р. політвідділ звернувся до Народного комісаріату освіти УРСР, і П. П. Верну було прийнято вільним слухачем до Київського художнього Інституту на два роки. Вчився у скульпторів і педагогів М. І. Гельмана та П. М. Ульянова. У ці роки створив скульптуру «Розподіл трудоднів у колгоспі». 1936 р. на Всеукраїнській виставці народного мистецтва в Києві експонувалися нові твори «Сіяч», «Жнець», портрет С. М. Кірова на декоративній тарілці. За ці твори різьбяра нагороджено дипломом І ступеня, а через два роки прийнято в члени Спілки художників України. 1940 р. на виставці «Тарас Шевченко в народному образотворчому мистецтві» експонував твори «Запорожець запалює люльку», «Просвіта». За ці твори нагороджений дипломом I ступеня і грошовою премією. Під час німецької окупації жив у великій скруті. Після визволення Києва енергійно взявся за роботу, для меморіального будинку—музею Шевченка у Києві вирізав бюст Шевченка, потім скульптурну групу «Прогнали німців», 1947 р. — «Мені тринадцятий минало», 1948 р. — «Перебендя», «Енеїда» за твором І. Котляревського. Твори майстра неодноразово експонувалися на виставках у Москві, Ленінграді, Києві, Харкові, Варшаві та ін. містах. За успіхи в розвитку укр. народного мистецтва 1951 р. нагороджений медаллю «За трудову відзнаку», а 1964 року отримав звання Заслуженого майстра народної творчості УРСР.
«Роботи Верни, — писав бориспільський журналіст В. Івасенко, — глибоко народні, їм притаманний дивний вираз, укр. колорит. Всі його скульптурні групи (а брав він їх із життя), багато навіяні Шевченковими, почасти Гоголевими творами — сівачі, городниці, лісоруби — прості люди праці, наділені індивідуальними рисами, динамічні, переконливі і разом з тим поетичні. Вся ота земна краса немов передана різьбярем по дереву, оживлена руками ніжного майстра».
Помер майстер 3 квітня 1966 року в Борисполі.

## Галерея

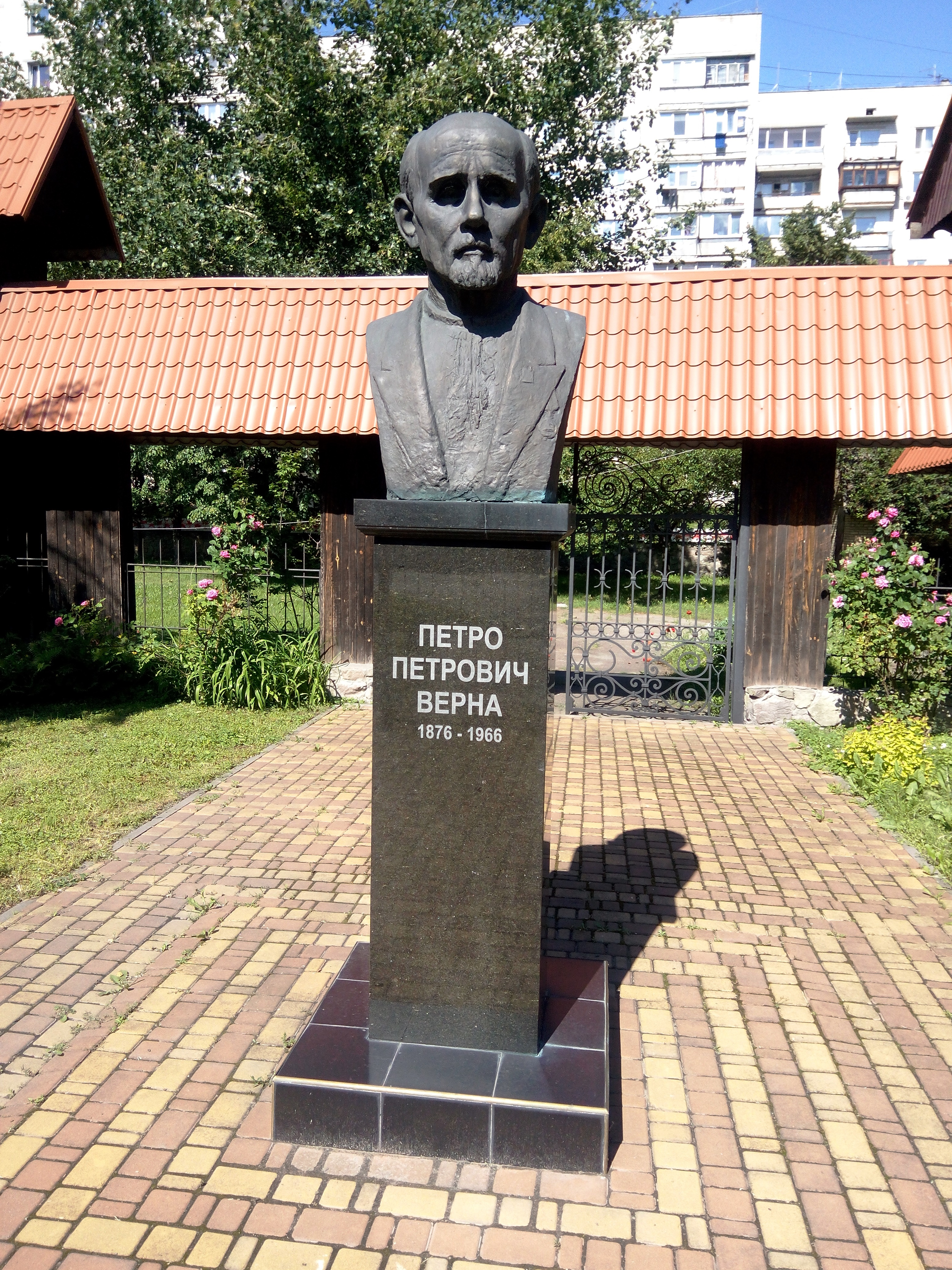
Погруддя Петра Верни (Бориспіль)
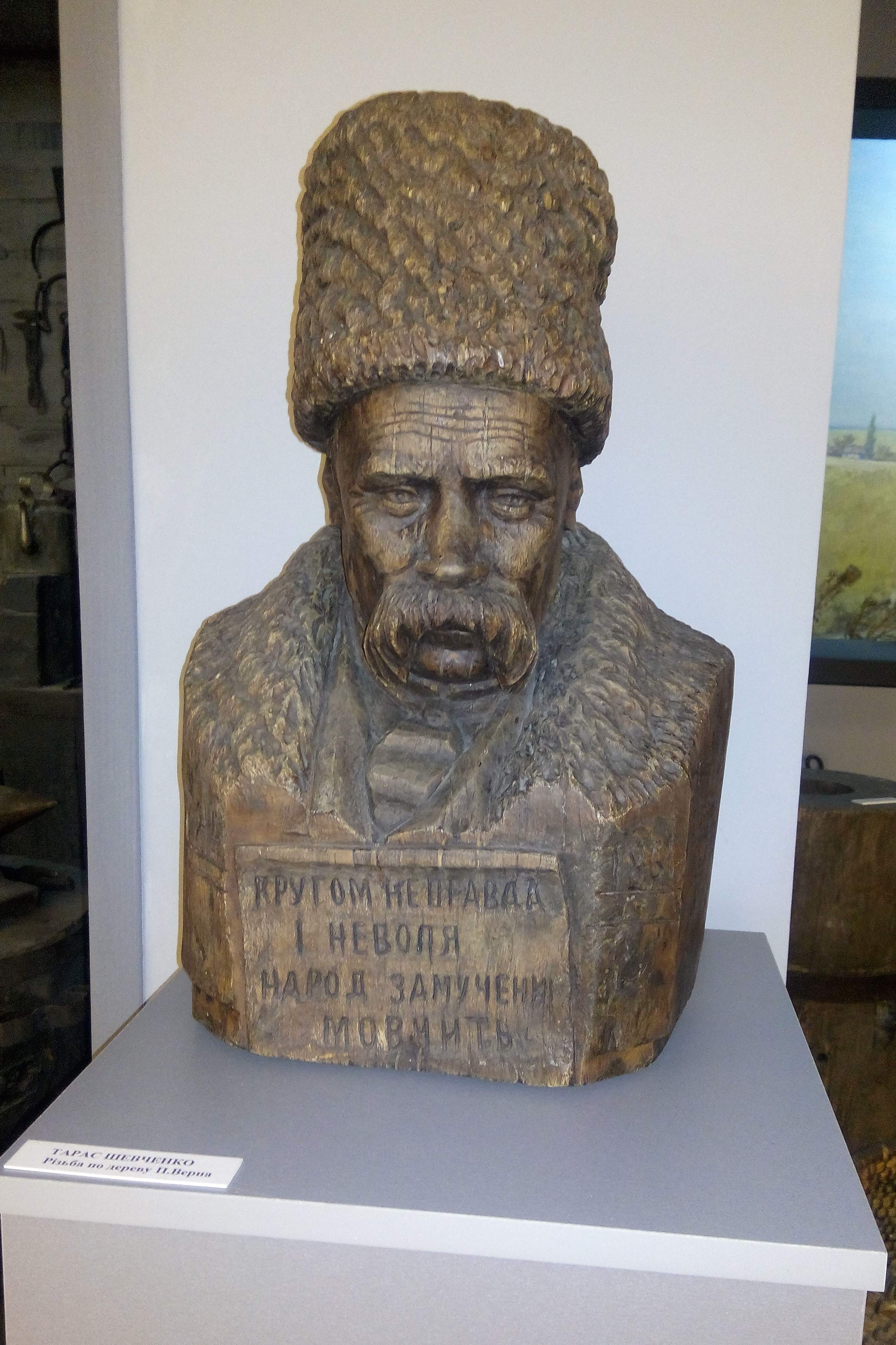
Погруддя Тараса Шевченка. Різьба по дереву. Бориспільський державний історичний музей
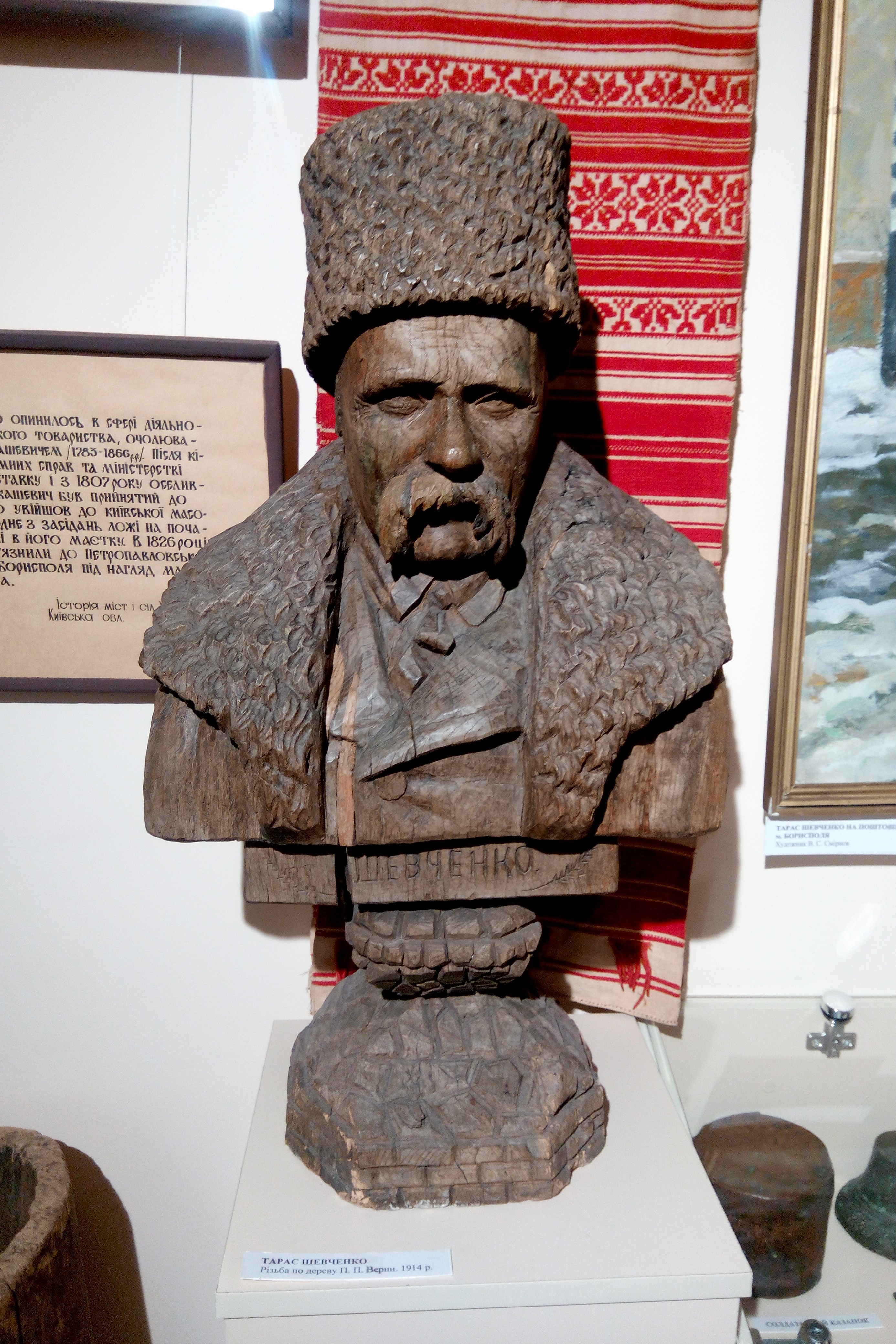
Погруддя Т. Г. Шевченка. Різьба по дереву, 1914 р. Бориспільський державний історичний музей